# Harry Barley
Henry Frank "Harry" Barley (2 tháng 1 năm 1905 – 1958) là một cầu thủ bóng đá người Anh thi đấu ở vị trí tiền vệ chạy cánh.